# Omphax shorti
Omphax shorti là một loài bướm đêm trong họ Geometridae.